# 2000-luku
2000-luku es el nombre de la compilación de los cinco álbumes de estudio de la banda finlandesa de rock/pop PMMP desde 2003 a 2009. Fue lanzada el 25 de noviembre de 2009, y de dicha producción abarca todas las canciones grabadas en para sus discos como otras "extra". También se lanzó una reedición en vinilos.

## Lista de canciones
CD1 (Kuulkaas enot!)
1. Niina
2. Kesä-95
3. Rusketusraidat
4. Odotan
5. Joutsenet
6. Synestesia
7. Poika
8. Onnellinen päivä
9. Isin pikku tyttö
10. Ikuinen leikki
Extra:
11. Säpinää
12. Mikkitelineestä on puolet minun
13. Saunalaulu (demo)

CD2 (Kovemmat kädet - kumipainos)
1. Kovemmat kädet
2. Matkalaulu
3. Oo siellä jossain mun
4. Päiväkoti
5. Mummola
6. Matoja
7. Auta mua
8. Onni
9. Olkaa yksin ja juoskaa karkuun
10. Maria Magdalena
11. Salla tahtoo siivet
12. Kumivirsi
13. Pikkuveli

CD3 (Leskiäidin tyttäret)
1. Joku raja
2. Kiitos
3. Kesäkaverit
4. Henkilökohtaisesti
5. Taiteilia
6. Päät soittaa
7. Onko sittenkään hyvä näin
8. Tässä elämä on
9. Kohkausrock
10. Leskiäidin tyttäret
Extra:
11. Rotat (live)
12. Oi, Herra luoksein jää (virsi 555)

CD4 (Puuhevonen)
1. Jospas minä kissan saisin
2. Lörpötys
3. Katinka
4. Minä soitan harmonikkaa
5. Täti Monika
6. Etkö ymmärrä
7. Hyljätty nukke
8. Magdaleena
9. Neljä kissanpoikaa
10. Mustan kissan tango
11. Suojelusenkeli
12. Ihahaa
13. Pikku Lauri
14. Hyvin hiljaa
Extra:
15. Atsipoppaa

CD5 (Veden varaan)
1. Kuvia
2. San Francisco
3. Lautturi
4. Viimeinen valitusvirsi
5. Taajama
6. Pariterapiaa
7. Merimiehen vaimo
8. Tulva
9. Lapsuus loppui
10. Se vaikenee joka pelkää
Extra:
11. Pariterapiaa (T.A. Kaukolampi 10 Mg remix)
12. Pariterapiaa (Uusi Fantasia remix)
13. Pariterapiaa (Pox Mawer rmx)

- Datos: Q9053834